# شورش: داستان عشق
شورش: داستان عشق (به هندی: Gadar: Ek Prem Katha) فیلمی است محصول سال ۲۰۰۱ و به کارگردانی آنیل شارما است. در این فیلم بازیگرانی همچون سانی دئول، آمیشا پاتل، آمریش پوری، لیلیت دوبی، سورش اوبروی، دالیپ تاهیل، مشتاق خان، دالی بیندرا ایفای نقش کرده‌اند.